# 야마다 잇포
야마다 잇포(일본어: 山田一法)는 일본의 비디오 게임 작곡가이다. 대표 참여작으로 《록맨 제로》,《록맨 ZX》, 《록맨 9》, 《푸른 뇌정 건볼트》 등이 있다.

## 생애
1996년 5월 전 캡콤 직원들과 함께 개발사 인티 크리에이츠를 설립했다.

## 참여 작품
| 연도 | 제목                                  | 역할                                   | 비고                                                                                           |
| ---- | ------------------------------------- | -------------------------------------- | ---------------------------------------------------------------------------------------------- |
| 1994 | 슈퍼 스트리트 파이터 II (슈퍼 패미컴) | 사운드 디자이너                        |                                                                                                |
| 1994 | 록맨 X2                               | 사운드 디자이너                        |                                                                                                |
| 1994 | 데몬즈 크레스트                       | 사운드 디자이너                        |                                                                                                |
| 1995 | 록맨 7                                | 사운드 디자이너                        |                                                                                                |
| 1996 | 바이오하자드                          | 사운드 디자이너                        |                                                                                                |
| 1998 | 스피드 파워 건바이크                  | 작곡가                                 |                                                                                                |
| 1999 | 러브 & 디스트로이                     | 사운드 디자이너                        |                                                                                                |
| 2002 | 록맨 제로                             | 작곡가                                 |                                                                                                |
| 2003 | 록맨 제로 2                           | 작곡가                                 | 스즈키 마사키, 우메가키 루나, 쿠리하라 츠토무와 공동 작업                                      |
| 2004 | 록맨 제로 3                           | 작곡가                                 | 스즈키 마사키, 우메가키 루나, 쿠리하라 츠토무와 공동 작업                                      |
| 2005 | 록맨 제로 4                           | 작곡가                                 | 스즈키 마사키, 우메가키 루나, 신이치 이타쿠라와 공동 작업                                      |
| 2006 | 록맨 ZX                               | 작곡가                                 | 스즈키 마사키, 카와카미 료와 공동 작업                                                         |
| 2007 | 주식 트레이더 슌                      | 작곡가                                 | 사토 타쿠마와 공동 작업                                                                        |
| 2007 | 록맨 ZX 어드벤트                      | 작곡가                                 | 스즈키 마사키, 카와카미 료, 하야마 코우지, 우메가키 루나, 카이다 아카리와 공동 작업            |
| 2008 | 록맨 9: 야망의 부활!!                 | 작곡가                                 | 카와카미 료, 시모다 유, 이소가이 히로키와 공동 작업                                            |
| 2010 | 록맨 10: 우주로부터의 위협!!          | 작곡가                                 | 카와카미 료, 시모다 유, 이소가이 히로키, 마츠마에 마나미, 후지타 야스아키와 공동 작업          |
| 2011 | 걸 건                                 | 작곡가                                 | 이소가이 히로키, 우메가키 루나, 카와카미 료와 공동 작업                                        |
| 2011 | 파워레인저 사무라이 (닌텐도 DS)       | 작곡가                                 |                                                                                                |
| 2013 | 팩맨과 유령의 모험 (닌텐도 3DS)       | 작곡가                                 | 하타조에 미나와 공동 작업                                                                      |
| 2014 | 푸른 뇌정 건볼트                      | 작곡가                                 | 카와카미 료, 요시노 카츠노리, 하타조에 미나와 공동 작업                                        |
| 2014 | 마이티 건볼트                         | 작곡가                                 | 카와카미 료와 공동 작업                                                                        |
| 2015 | 걸 건: 더블 피스                      | 작곡가                                 | 카와카미 료, 우메가키 루나, 쿠리하라 츠토무, 사노 히로아키와 공동 작업                         |
| 2016 | 마이티 No. 9                          | 작곡가                                 | 마츠마에 마나미와 공동 작업                                                                    |
| 2016 | 푸른 뇌정 건볼트 2                    | 작곡가                                 | 카와카미 료, 타케다 아오이, 하타조에 미나, 야마다 코타로와 공동 작업                           |
| 2017 | 블래스터 마스터 제로                  | 작곡가                                 | 사노 히로아키, 타나카 아오이, 야마다 코타로와 공동 작업                                        |
| 2018 | 블러드스테인드: 커스 오브 더 문       | 사운드 프로듀서, 작곡가                | 야마네 미치루, 타케다 아오이, 사토 타쿠미, 사노 히로아키, 카와카미 료, 요시나가 료와 공동 작업 |
| 2019 | 블러드스테인드: 리추얼 오브 더 나이트 | 작곡가                                 | 야마네 미치루, 이토 케이스케, 후지오카 류스케와 공동 작업                                      |
| 2019 | 드래곤 마크드 포 데스                 | 작곡가                                 | 우메가키 루나, 카와카미 료, 이소가이 히로키와 공동 작업                                        |
| 2019 | 블래스터 마스터 제로 2                | 작곡가                                 | 사노 히로아키, 타나카 아오이, 야마타 코타로와 공동 작업                                        |
| 2020 | 블러드스테인드: 커스 오브 더 문 2     | 작곡가, 사운드 디렉터, 사운드 프로듀서 |                                                                                                |